# Jiří Zídek Jr.
Jiří Zídek (* 2. August 1973 in Gottwaldov, Tschechoslowakei) ist ein ehemaliger tschechischer Basketballspieler. Der verheiratete Familienvater, der nach seinem Studium in den USA in der US-amerikanischen Profiliga NBA spielte, ist im englischsprachigen Raum auch als George Zidek bekannt.

## Karriere
Jiří Zídek begann seine Karriere beim Jugendteam Sparta Prag. Sein Profidebüt in der Tschechoslowakischen Meisterschaft 1. Liga gab er beim selben Basketball Verein in der Saison 1989/90 (er gab 56 Punkts) und spielte dort auch die Meisterschaft 1990/91 (er gab 37 Punkts). Beide Saisons Sparta Prag war der Tschechoslowakische Basketball Vize-Meister.
Während seines Studiums an der UCLA von 1991 bis 1995 spielte Zidek für das Hochschulteam Bruins, welche die erfolgreichste Basketballmannschaft in der NCAA sind. In seinem Abschlussjahr 1995 gewannen die Bruins mit Zidek die erste Meisterschaft seit der Ära von Trainer John Wooden in den 60er und 70er Jahren. Im anschließenden Draft wählten ihn an 22. Position die Charlotte Hornets aus, für die er die folgenden beiden Spielzeiten in der NBA spielte. In seiner ersten Saison wurde er für das NBA Rookie All-Star Game ausgewählt, an dem die besten Profineulinge in der NBA teilnehmen. In der Saison 1997/98 spielte er für die Denver Nuggets sowie für wenige Spiele für die Seattle SuperSonics.
1998 kehrte er nach Europa zurück und spielte in Litauen für Žalgiris Kaunas, mit denen er im ersten Jahr den Europapokal der Landesmeister 1999 gewinnen konnte. MVP beim größten Erfolg des Vereins war Tyus Edney, mit dem Zidek schon bei den UCLA Bruins im College zusammengespielt und die NCAA-Meisterschaft gewonnen hatte. Nachdem Zidek 2000 für wenige Spiele in der Türkei aktiv gewesen war, wechselte er nach Spanien zu Real Madrid. Nach einer Saison wechselte er erneut und spielte in der deutschen Basketball-Bundesliga für Alba Berlin. Hier konnte er mit dem Verein in der Basketball-Bundesliga-Saison 2001/02 die Meisterschaft und den Pokalsieg erringen. In der folgenden Saison spielte er in Polen, wo es mit Trefl Sopot jedoch nur zur polnischen Vizemeisterschaft reichte. In den folgenden beiden Saisons spielte er in seinem Heimatland und wurde mit ČEZ Nymburk zweimal tschechischer Landesmeister. Nach einer Knieoperation beendete er 2006 wegen anhaltender Knieprobleme seine aktive Karriere endgültig.

## Familie
Sein Vater Jiří Zídek Sr. stand 1969 im Kader von Slavia Prag, als diese den Europapokal der Pokalsieger erringen konnten. Damit sind die Zideks das einzig bekannte Vater und Sohn-Paar, welche zumindest einen Europapokal im Basketball gewinnen konnten.

## Erfolge
- NCAA Division I-Champion 1995
- Europapokal der Landesmeister 1999
- Litauischer Meister 1999
- Deutscher Meister und Pokalsieger 2002
- Polnischer Vizemeister 2003
- Tschechischer Meister 2004 und 2005